# Trichostomum purpureum
Trichostomum purpureum là một loài Rêu trong họ Pottiaceae. Loài này được (Hedw.) De Not. miêu tả khoa học đầu tiên năm 1838.